# Wapen van de Falklandeilanden
Het wapen van de Falklandeilanden is het officiële embleem van de Falklandeilanden en haar regering.

## Huidig wapen
Het huidige wapen werd aangenomen op 29 september 1948. Het laat een schaap zien, dat symbool staat voor de oude economische motor van de Falklandeilanden, de schapenhouderij. Het gras waarop het schaap staat, staat voor land. De wit-blauwe golven staan voor de zee, waarin het schip Desire vaart; het schip waarmee de ontdekker van de Falklandeilanden, John Davis, mee rondvoer. Het motto van de eilanden, Desire the Right, refereert ook aan dit schip en haar kapitein. Daarnaast betekent het "Verlang naar het Rechte/Goede".

## Geschiedenis
Het oudste symbool van de Falklandeilanden dateert uit 1840. Op de toen ontworpen badge (zegel) stond het schip de Desire onder een os of stier. In die tijd speelde de veehouderij een belangrijker rol dan de schapenteelt.
Het huidige wapen is de opvolger van een wapen dat in 1925 werd aangenomen. Schapenhouderijen waren toen niet meer de voornaamste economische bezigheid op de Falklandeilanden. Dit wapen wordt nog steeds gebruikt als wapen van de British Forces Falkland Islands.
Op het wapen staan een zeeleeuw en het schip Desire, met als motto Desire the Right.
Argentinië · Bolivia · Brazilië · Chili · Colombia · Ecuador · Guyana · Paraguay · Peru · Suriname · Trinidad en Tobago · Uruguay · Venezuela
Afhankelijke gebieden

Falklandeilanden · Frans-Guyana · Zuid-Georgia en de Zuidelijke Sandwicheilanden